# 日高ケンタッキーファーム
日高ケンタッキーファーム（ひだかケンタッキーファーム）は、かつて北海道沙流郡日高町にあった観光目的の牧場である。
白井牧場により1978年に開園。都市圏の女性を主対象に「乗馬とファームステイ」を目的としたスポットとして日本航空のパッケージツアー「日航ジェットプラン」とのタイアップや雑誌「乗馬ライフ」への積極的な広告掲載を通じて観光客を誘致した。
1992年に百貨店の丸井今井(札幌市)の関連会社に営業権が譲渡されたが、2003年1月に破綻（自己破産）した。その後門別町（現・日高町）や地元有志が出資して設立した株式会社日高観光開発が経営を引き継いだが利用者が減少して経営難に陥り、2008年12月31日で閉園した。
園内には、屋外スポーツ施設（乗馬、アーチェリー）、宿泊施設、コンベンションルーム、軽食コーナーなどがあった。引退した競走馬の繋養も行われており、タイキブリザードやオフサイドトラップといった、種牡馬を引退した往年の名馬らも繋養されていた。